# Fernando Miquel Balaguer
Fernando Miquel Balaguer, o Fernandet Miquel, com és popularment conegut, i com consta al carrer que té dedicat al poble, va nàixer durant els últims anys del regnat d'Isabel II, el 25 de febrer de 1859 al poble de l’Alcúdia, a la Ribera Alta del Xúquer. Els seus pares eren llauradors i treballaven el camp. Fou el segon de sis germans.
Un músic de l’Alcúdia anomenat ‘el tio Pedro’ va ensenyar-li als 8 anys a conéixer les primeres notes del pentagrama.
Després d’estudiar les quatre primeres parts del mètode ‘Eslava’, aprén a tocar el saxòfon tenor, amb el qual entra a formar part de la banda local de música.
Al mateix temps, continuà estudiant la guitarra i el violí, ja que era un enamorat d’aquestos dos instruments. L’any 1875, quan tenia setze anys, va realitzar les seues primeres composicions. Entre d'altres, n’havia compost dels següents gèneres: 
- 2 Polques, ball saltat d’origen camperol bohemi, de compàs 2/4, temps ràpid i caràcter viu i sincopat.
- 1 Dansa, composició musical per a ser dansada.
- 5 Valsos, dansa popular i de saló, escrita en compàs 3/4 i considerada la mare de tots els balls de saló.

A partir d’aquest any, ja no pararà mai de compondre. Als vint anys, se’n va a fer el servei militar i és destinat a Guernica, molt a prop de Bilbao al País Basc. Allí entra com a músic a la banda del regiment i és on el músic major li ensenya armonia i direcció.
Quan el finalitza, torna a l’Alcúdia i se casa. Continua component i dirigeix, tal com consta al registre de directors de la Filharmònica Alcudiana, la banda entre els anys 1889 i 1896. Va combinar la direcció de la banda de l’Alcúdia amb la de Real de Montroi. Tot açò ho feia els diumenges i a les seues hores lliures, ja que mai deixaria de ser llaurador.
Amb la seua dona Josefa García Estellés, van tindre sis fills: Fernando, Bienvenida, Eleuterio, Oreto, Pepe i Carmen. Els xics foren tots músics: Fernando un virtuós del violí, Eleuterio tocava el fliscorn i el cornetí i finalment Pepe, principal i solista de requint a la banda municipal de Màlaga on arribà a ser subdirector sent Antonio Palanca el director de la mateixa. Com que tots els xics tingueren alguna relació amb la música, arribà el moment en què fins i tot compongué una obra per al seu fill Eleuterio.
La seua composició abasta uns seixanta anys, sent la seua obra molt variada i molt extensa. Tant és així, que de vegades, va tindre problemes per poder comprar paper pautat i va haver de fer grans sacrificis per poder mantindre la seua família i compaginar-ho amb la seua gran il·lusió i afició per la música.
Va morir a l'Alcúdia, al poble que el va veure nàixer, al setembre de 1938.